# 小行星6731
小行星6731（英語：6731 Hiei）是一颗围绕太阳公转的小行星。1992年1月24日，串田嘉男、村松修在八之岳发现了此天体。
这颗小行星的绝对星等为104.78848等。